# El Vizcaíno

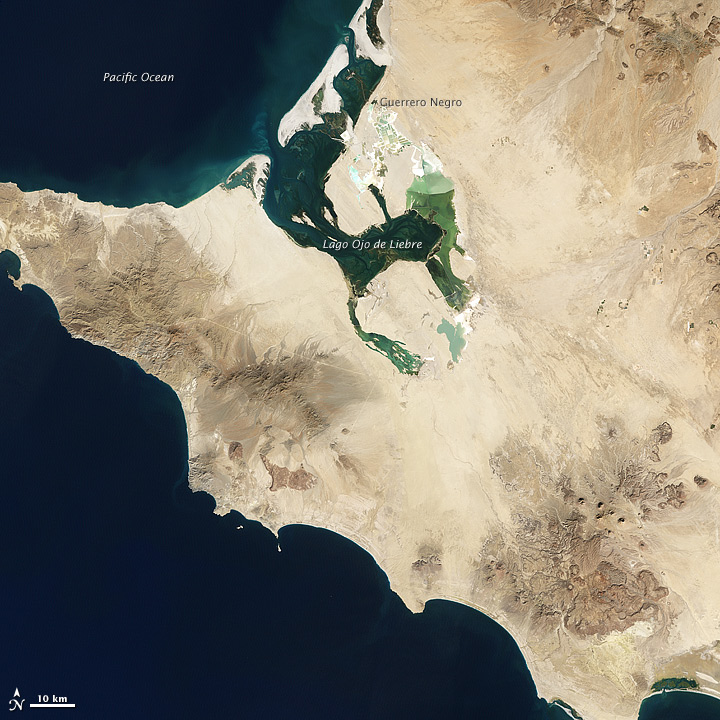
Landsat-7-Aufnahme (2002)

El Vizcaíno ist ein Biosphärenreservat (im Spanischen: Reserva de la Biósfera El Vizcaíno) im Zentrum der mexikanischen Halbinsel Baja California. Es erstreckt sich auf einer Fläche von 25.468 km² und bezieht auch die beiden Küstenlagunen Ojo de Liebre und San Ignacio mit ein, verwaltungstechnisch gehört es zum Municipio Mulegé. Namensgeber war der spanische Abenteurer, Segler und Soldat Sebastián Vizcaíno, der um 1602 diese Gegend bereiste.
In dem Reservat leben etwa 200 Vogelarten, an den Stränden finden sich Eiablagegebiete von vier bedrohten Wasserschildkrötenarten, u. a. Karettschildkröte, Suppenschildkröte und Bastardschildkröte. Im Winter sammeln sich in den Lagunen zahlreiche Grauwale um hier nach langer Wanderung aus den arktischen Gewässern des Beringmeeres und der Tschuktschensee ihre Kälber zu gebären. Auf dem Festland finden sich auch über 300 prähistorische Petroglyphen.
Die Trockengebiete des Reservats beherbergen Gabelböcke, Dickhornschafe, Pumas und Rotluchse.
Im Jahr 1993 wurde das Biosphärenreservat mit seinem Schutzgebiet für Wale als Weltnaturerbe in die Liste des UNESCO-Welterbes aufgenommen.

## Nachweise
1. ↑  William Riley, Laura Riley: Nature's Strongholds. The World's Great Wildlife Reserves, Princeton University Press, 2005. ISBN 0-691-12219-9